# Александр Свирский
Алекса́ндр Сви́рский (в миру Амос; 15 июня 1448, Обонежская пятина — 30 августа 1533, Александро-Свирский монастырь, Старая Слобода) — русский православный святой, почитаемый в лике преподобных, игумен. Память совершается 17 (30) апреля и 30 августа (12 сентября).

## Жизнеописание
Родился в деревне Мандера Сермакского (Введенского) погоста Обонежской пятины, на берегу реки Ояти напротив Введено-Оятского монастыря, в семье небогатых местных крестьян Стефана и Вассы, которые впоследствии также приняли монашеский постриг. По мнению ряда исследователей, Александр Свирский был вепсом по происхождению, что согласуется с результатами антропологической экспертизы мощей преподобного. Утверждение о вепсском происхождении Александра Свирского встречается и в некоторых изданиях Московской патриархии. В Энциклопедическом словаре Брокгауза и Ефрона он назван новгородцем по происхождению. Согласно житию, мать долго молила Бога о рождении ребёнка и родила сына после многих лет бесплодия. При рождении был назван в честь пророка Амоса. Когда Амос подрос, он был отдан для обучения грамоте, но житие сообщает, что учился он «косно и не скоро».

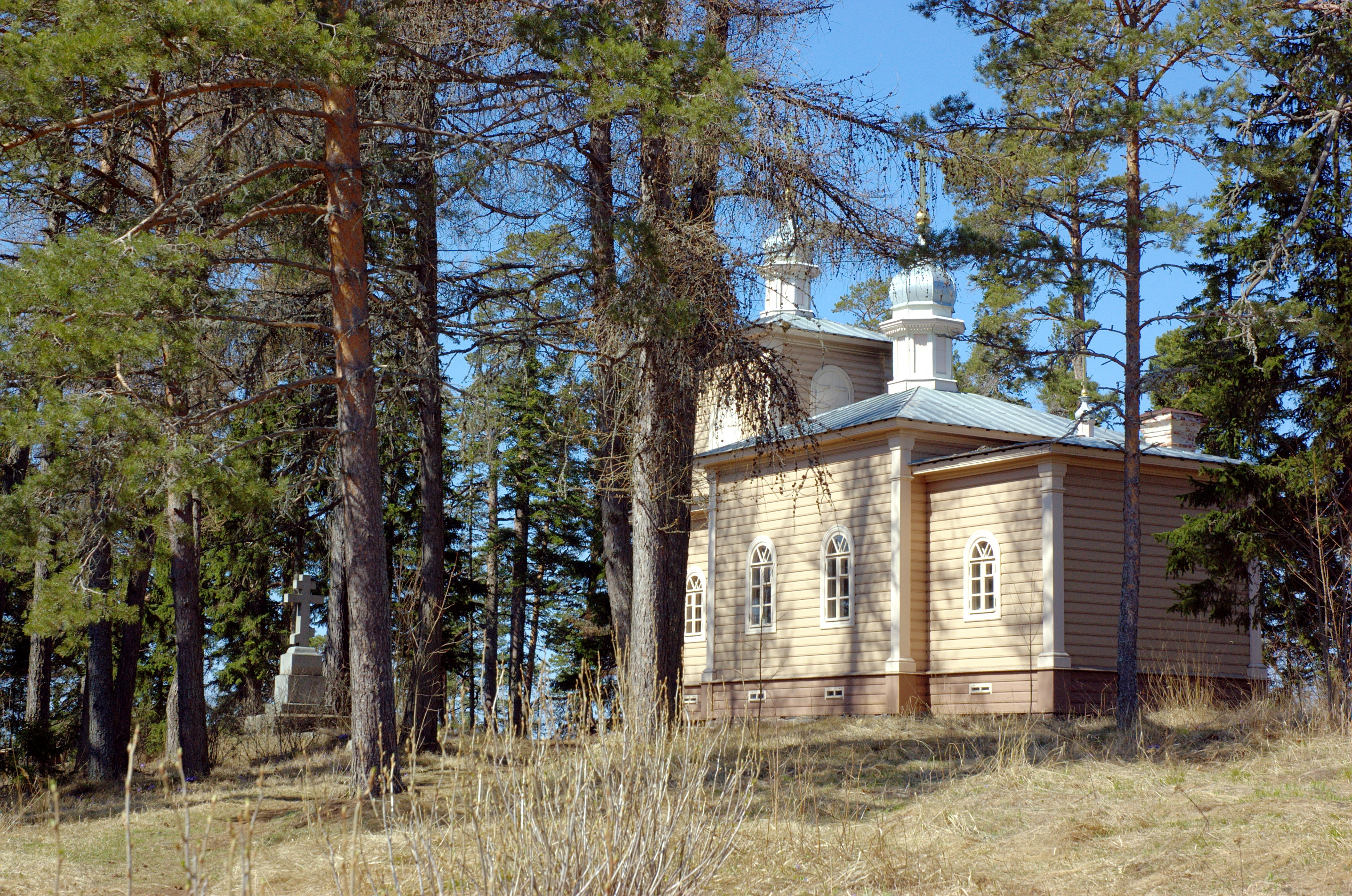
Александро-Свирский скит Валаамского монастыря

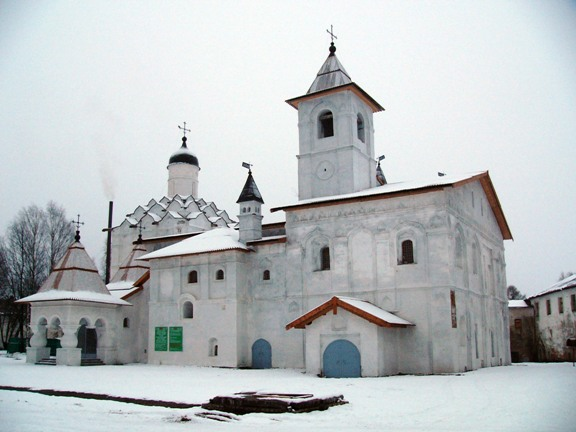
Покровская церковь Александро-Свирского монастыря, возведённая при участии Александра Свирского

В 19 лет Амос тайно ушёл на Валаам, где семь лет жил в качестве послушника, а в 1474 году принял монашеский постриг с именем Александр. Удалившись на уединённый остров, впоследствии названный Святым, Александр подвизался около семи лет в пещере. На Святом острове теперь находится Александро-Свирский скит Спасо-Преображенского Валаамского монастыря, где показывают пещеру и вырытую руками святого собственную могилу.
В 1485 году по благословению игумена монастыря Александр ушёл на Святое озеро, расположенное неподалёку от Олонца и реки Свирь. Со временем здесь образовалась обитель, ныне известная как Александро-Свирский монастырь.
Согласно агиографической литературе, прославился многими чудесами и праведным образом жизни. Он воспитал много учеников в монастыре и привёл к вере многих мирян. Какое-то время святой жил в полном уединении и вёл суровую жизнь. После 25 лет затворничества, согласно житию, Александр единственным из русских святых был удостоен явления Святой Троицы:

Однажды он удостоился видеть Самого Бога, явившегося ему в трёх Лицах, и беседовать с Ним о том, как создать церковь, построить монастырь и собрать братию. Когда затем он молился о том, где поставить церковь, то ангел Господень указал ему место для неё.

На том месте, где располагалась «отходная пустынь» преподобного, через некоторое время возникла обитель. В 1506 году Александр был поставлен игуменом Троицкого монастыря (впоследствии Александро-Свирский монастырь Олонецкой, ныне Тихвинской епархии) архиепископом Новгородским Серапионом.
Скончался 30 августа [9 сентября] 1533 года.

## Канонизация и почитание

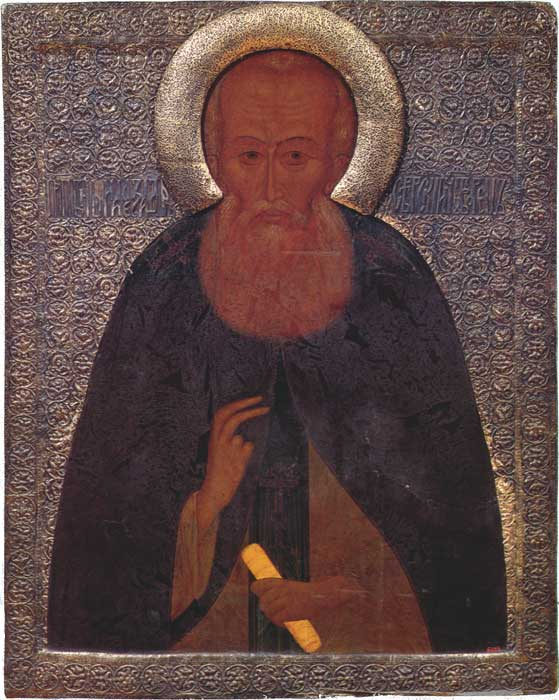
Икона XVI века

В 1545 году его ученик Иродион по указанию архиепископа Новгородского Феодосия составил житие преподобного Александра.
Общероссийское почитание святого началось вскоре после его смерти, в 1547 году, в правление Ивана Грозного, вероятно, по инициативе лично знавшего его митрополита Макария. По указанию царя памяти святого был посвящён один из приделов храма Покрова-на-Рву. Объясняют это тем, что в день памяти святого Александра Свирского русские войска одержали в 1552 году важную победу над казанским царевичем Епанчой. Макарьевский собор 1547 года установил его общецерковное почитание, была составлена церковная служба.
Мощи святого были обретены 17 (27) апреля 1641 года. Согласно житию, мощи были нетленными. Предметом особого почитания стали построенные святым келья и колодка, которые паломники «зубами грызли для исцеления зубной болезни». Узнав об этом, глава русской церкви Феофан Прокопович велел доставить к себе колодку, которая «явилась вся зубами огрызена». На заседании 19 сентября 1735 года Святейший синод постановил предать эти реликвии огню, что и было исполнено.

### Вскрытие, изъятие мощей из Александро-Свирского монастыря
22 октября 1918 года, в связи с осуществлением Декрета об отделении церкви от государства и школы от церкви, при приёме на учёт богослужебного имущества Александро-Свирского монастыря, как сообщалось в журнале «Революция и церковь» («отчёт VIII-го отдела Народного комиссариата юстиции РСФСР Съезду Советов»), «в литой раке, весящей более 20 пудов серебра, вместо нетленных мощей Александра Свирского была обнаружена восковая кукла»; это событие послужило началом кампании по вскрытию в России святых мощей. Мощи вынимали из раки, но не увезли.
Незадолго до вскрытия мощей властями 19 декабря 1918 года монастырская братия 5 октября (или 5 (18) ноября) 1918 года при освидетельствовании останков Александра Свирского пришла к выводу, что за прошедшие 300 лет тело имело серьёзные разрушения: рёбра упали, а кости стоп и пальцы ног рассыпались.
19 декабря 1918 года президиум исполнительного комитета Северной области поручил народному комиссариату здравоохранения создать врачебную комиссию со специалистом-химиком для исследования мощей. 
Из архивных документов известно, что 20 декабря 1918 года мощи Александра Свирского увезли из Александро-Свирского монастыря под конвоем ЧК «в целях беспощадной борьбы с врагами коммунистической идеи и социалистической мысли». Мощи были доставлены в Лодейное Поле, где были помещены в часовне, которая была властями опечатана. Кампания по ликвидации мощей ставила своей целью «разоблачение» святынь: для этого надо было показать, что мощи святых — это не нетленное тело, а просто «кучка полуистлевших костей».
Историк А. Е. Мусин приводит документ из архива ИИМК РАН, согласно которому 19 сентября 1919 года находившиеся в Лодейном поле мощи, приписывавшиеся Александру Свирскому, лодейнопольским исполкомом были уничтожены, то есть сожжены и зарыты в землю. Однако, согласно Православной и Большой российской энциклопедиям, мощи Александра Свирского находятся в Александро-Свирском монастыре.

### Второе обретение мощей
Известно, что 14 февраля 1919 года во время кампании по ликвидации мощей Народным комиссариатом юстиции РСФСР было выпущено постановление о желательной передаче мощей в местные музеи. Единственным фундаментальным анатомическим музеем был музей в ВМА. По сведениям сотрудников кафедры нормальной анатомии Военно-медицинской академии, «мумифицированное тело неизвестного мужчины» в их музее появилось не позднее 1940-х годов. Попытки установить историю его происхождения и поступления на кафедру по существующим каталогам и журналам оказались безуспешными. Незарегистрированный «экспонат» в таком музее, каковым был анатомический музей в ВМА, было явлением исключительным, что подчеркнули работники музея.
Для того, чтобы сокрыть мощи, было сделано всё. Вероятно, тут действовала не только воля «центра», но и воля заведующего кафедрой нормальной анатомии, члена ВКП(б)/КПСС с 1932 года В. Н. Тонкова, который по своим убеждениям не был «воинствующим безбожником» и смог сделать так, чтобы про мощи просто забыли. До 1954 года академик В. Н. Тонков, происходивший из графской семьи по отцовской линии и из священнической по линии матери, обеспечивал надёжную защиту мощам прп. Александра. После его кончины сохранность мощей обеспечили его ученики.
Журналист Б. Карагандинский в своей статье после интервью с заведующим кафедрой нормальной анатомии профессором И. В. Гайворонским делает вывод: «Светское объяснение благополучного укрытия мощей может лежать только в личных мотивах. Никакие доводы государственной пользы в годы деспотии не работали. Злой дух питает только себя, но в этом-то его и слабость. Найти единственный путь, где зло бессильно, выйти с честью и вывести обреченных — дело посильно только мудрому человеку. Великий духовный подвиг совершил академик В. Н. Тонков, и лишь сегодня проявляется высота его невидимой борьбы с антихристовой властью». В своей статье Б. Карагандинский говорит и о совсем уникальной по тем временам ситуации: на этой кафедре не был арестован ни один сотрудник, тогда как аресты в то время были обыденным явлением.
Главным организатором поисков мощей преподобного стала инокиня Леонида (Сафонова). После окончания Ленинградского государственного университета на протяжении 30 лет занималась исследовательской работой в области биологии клеток и тканей человеческого организма, работала в НИИ имени Пастера. Автор более 60 научных работ, кандидат биологических наук, она поменяла научное поприще на монастырь за полгода до защиты докторской диссертации. В 1997 году она стала организатором поисков мощей:

Я начала поиск святых мощей — по многим архивам Санкт-Петербурга и Москвы, тщательно изучая описи фондов и документы в хранилищах ЦГАСПб, ЦГАЛИ, архиве ЛОИИ РАН, архиве АИ МК, фотоархиве Санкт-Петербурга, архиве РАН, Госархиве РФ, архиве ВМА, архиве СМЭС, музее антропологии и этнографии, во многих библиотечных архивах. Особая сложность была в том, что основная часть документов в ходе кампании по ликвидации, фальсификации и дискредитации мощей святых была утрачена или намеренно уничтожена в ходе так называемых «макулатурных кампаний».

Поиск в различных архивах привел инокиню Леониду в ВМА — Военно-медицинскую академию, в музей при кафедре нормальной анатомии — самый старый из медицинских музеев (ему около 150 лет). В нём было более 10 000 анатомических препаратов, так что мощи туда спокойно бы влились, не привлекая ничьего внимания. Это было лучшее место для их сокрытия, тем более вероятное, что после отказа Народного комиссариата просвещения РСФСР взять мощи они находились в распоряжении Народного комиссариата здравоохранения СССР. Ещё одно подтверждение тому — хранящийся в архиве ЦГА документ из Народного комиссариата здравоохранения СССР от 18.02.1919 г., свидетельствующий о том, что мощи проходили экспертизу в судебно-медицинском подотделе при Обуховской больнице, которая с 1914 года работала в режиме военного госпиталя.
Воспоминания инокини Леониды:

Через год после моей первой встречи в ВМА, когда мощи преподобного Александра (а это оказались именно они) были уже переданы Церкви, открылись удивительные подробности. Случайно стало известно, что в ВМА не один раз приходили чекисты из НКВД забрать мощи, и тогда прятали «экспонат» между шкафом и стеной, чтобы чекисты его не взяли. Их прятал сам Владимир Николаевич Тонков с санитаркой, которая тоже знала, кого нужно было спрятать. Сколько же выстрадали эти люди, рисковавшие своей жизнью!

Мощи преподобного Александра Свирского (Свято-Троицкий Александро-Свирский монастырь)

На протяжении шести месяцев шли основательные исследования антропологов, рентгенологов, судебных экспертов и анатомов. Прибегали к консультативной и практической помощи сотрудников и специалистов различных музеев, архивов и институтов, в частности Государственного Русского музея, Эрмитажа, Кунсткамеры РАН, Музея истории религии, Академии истории материальной культуры, Института палеонтологии РАН, Государственной Публичной библиотеки, центральных исторических архивов, а также архивов Новгорода и Петрозаводска. Отчёт состоит из 250 страниц — с актами, фотодокументами. Он выполнен на высоком научном уровне. Согласно «Акту освидетельствования мумифицированного тела», «нельзя исключить его принадлежность святому Александру Свирскому».
Распоряжение о передаче мумифицированного тела Церкви подписал начальник Военно-медицинской академии Ю. Л. Шевченко. 30 июля 1998 года по благословению митрополита Санкт-Петербургского и Ладожского Владимира святыня была открыта для поклонения православному народу.
В 2011 году на канале «Культура» был показан фильм о втором обретении мощей «Александр Свирский. Защитник и покровитель».
Однако доктор медицинских наук, старший научный сотрудник Военно-медицинской академии Санкт-Петербурга, заведующий остеологической лабораторией при Ленинградском областном бюро судебно-медицинской экспертизы А. В. Ковалёв считает, что данные мощи не принадлежат Александру Свирскому. Такого же мнения придерживается историк А. Е. Мусин. К такому выводу он пришёл, основываясь на архивных документах, что «сохранившееся мумифицированное тело» из Военно-медицинской академии, отличается от состояния мощей Александра Свирского записанного в монастырском акте 1918 года, а также на документе свидетельствующем об уничтожении мощей в 1919 году по распоряжению председателя Олонецкой губернской чрезвычайной комиссии Оскара Кантера. Он описывает найденный труп, выдаваемый за мощи Александра Свирского, следующим образом:
мумифицированный труп неизвестного мужчины идеальной сохранности. Его отличал брахицефальный антропологический тип, обрезанные гениталии и срезанные подушечки пальцев рук, что было характерно для уголовно-воровской среды 1920-30-х гг. Как уже отмечалось, состояние найденного тела отличалось от состояния мощей, зафиксированного монастырским актом 1918 г., а его владелец явно не принадлежал ни к Церкви Христовой, ни к средневековым новгородцам.

## Славословие

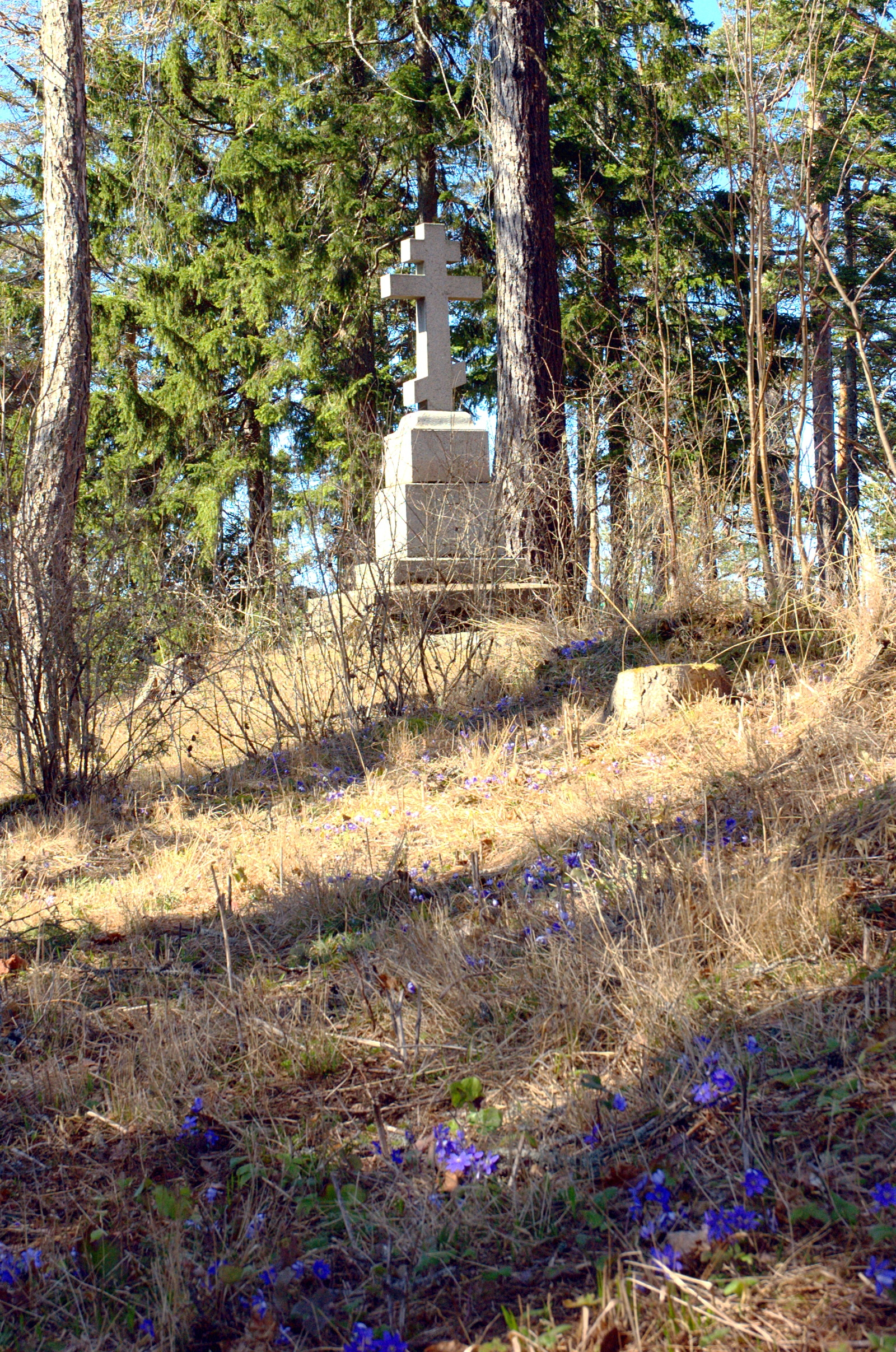
Крест преподобного Александра Свирского, Валаам

Типиконом с 1682 года Александру Свирскому установлена служба со славословием. В современной Минее РПЦ приводится бденная служба (малая вечерня, лития, 2 канона) преподобному Александру.

Тропарь, глас 4 
От юности, Богомудре, желанием духовным в пустыню вселився, единаго Христа возжелал еси усердно стопам в след ходити, тем же и ангельстии чини зряще тя, удивишася, како с плотию к невидимым кознем подвизався, премудре, победил еси полки страстей воздержанием и явился еси равноангелен на земли, Александре преподобне, моли Христа Бога, да спасет души наша.
Кондак, глас 8 
Яко многосветлая звезда днесь в странах российских возсиял еси, отче, вселився в пустыню, Христовым стопам последовати усердно возжелел еси и, Того святое иго на рамо твое взем — честный крест, умертвил еси труды подвиг твоих телесныя взыграния, тем же вопием ти: спаси стадо твое, еже собрал еси, мудре, да зовем ти: радуйся, преподобне Александре, отче наш.
Молитва 
Преподобне и Богоносне Отче наш Александре! Смиренно припадающе к раце честных твоих мощей, молим тя прилежно, воздвигни руце твои о нас грешных ко Владычице нашей Богородице и Приснодеве Марии, яко да помянет древния милости Своя, имиже обещалася неотступна быти от обители твоея; и подаст нам силу и крепость на врагов душевных, отводящих нас от пути спасительнаго, да явльшеся оных победители, в день Страшнаго суда услышим от тебе похвальный оный глас: Се аз и дети яже дал ми еси Боже! и победный венец от победителя врагов Христа, Сына Божия восприимем, и наследие вечных благ купно с тобою получим; воспевающе Пресвятую Троицу, Отца и Сына и Святаго Духа, и твое милостивое предстательство и заступление, ныне и присно и во веки веков. Аминь.